# Marion Jones
Marion Jones (anglès: Marion Jones-Thompson)  (Los Angeles, 12 d'octubre de 1975) és una ex-atleta i ex-jugadora de bàsquet estatunidenca. Va iniciar la seva carrera esportiva durant els anys 90 com a jugadora de bàsquet i posteriorment va passar-se a l'atletisme en pista. Va guanyar la medalla d'or en els 100 metres llisos en el Campionat del Món d'atletisme de 1997 i de 1999.
Va participar els Jocs Olímpics de Sydney de 2000, on va guanyar tres medalles d'or (100, 200 i 4 × 400 metres llisos) i dues de bronze (salt de llargada i 4 × 100 metres llisos), però va ser desposseïda dels títols quan més tard va admetre haver consumit esteroides. Va ser una de les atletes processades com a part de l'escàndol BALCO, que involucrà més d'una vintena d'esportistes d'alt nivell.